# 朱良才
朱良才（しゅ りょうさい、1900年9月27日 - 1989年2月22日）は、中華人民共和国の軍人。中国人民解放軍の開国上将である。湖南省汝城県の出身で、中華人民共和国の建設に多大な貢献をした。

## 経歴
朱良才は1900年9月27日、湖南省汝城県外沙村の農家に生まれる。幼少期より私塾で学び、後に高等小学校に進学。小学校教員を務めていた1925年、毛沢東が指導する湖南農民運動に参加した。1927年、大革命が失敗し一時逮捕されるも救出され、同年10月に中国共産党に入党する。翌1928年1月には湘南起義に参加し、その後朱徳や陳毅と共に井岡山へ向かった。

## 土地革命戦争期
土地革命戦争期には、中国工農紅軍第4軍軍部秘書、同軍第31団第1営連（中隊）党代表、中共永興県区党委員会書記などを歴任。黄洋界の戦いにも参加した。1929年初頭には毛沢東や朱徳と共に江西省南部・福建省西部へ進軍し、中央革命根拠地の建設に貢献した。同年12月には古田会議に出席。1930年には紅1方面軍第3軍第9師政治委員に任命され、第1次・第2次囲剿作戦に参加し、戦闘中に右腕に負傷を負った。
1932年7月、紅5軍団第15軍政治委員に就任し、贛州戦役、漳州戦役、水口戦役などで指揮を執る。1933年には中華ソビエト共和国第2回全国代表大会により2等紅星奨章を授与された。同年、紅1方面軍第14師政治委員として中央ソビエト区の第5次囲剿作戦に参加。1934年には紅5軍団第34師政治部主任を務めた。長征中は、中革軍委総衛生部政治委員兼政治部主任として、医療救援活動を主導した。

## 日中戦争期
日中戦争（抗日戦争）が勃発すると、朱良才は晋察冀軍区第3支隊政治委員、同軍区第3軍分区政治委員兼政治部主任を歴任。その後、晋察冀軍区政治部副主任、副政治委員、華北軍政大学副政治委員兼政治部主任などを務め、抗日戦線で活躍した。

## 中華人民共和国建国後
中華人民共和国建国後、朱良才は華北軍政大学政治委員、華北軍区副政治委員兼政治部主任、北京軍区政治委員といった要職を歴任した。1955年、中国人民解放軍の上将の階級を授与される。
政治活動においては、中国人民政治協商会議第1回全国委員会委員、第1回全国人民代表大会代表を務めた。また、第2回、第3回、第4回、第5回全国人民代表大会常務委員を歴任し、国家の建設と発展に尽力した。1955年には、1級八一勲章、1級独立自由勲章、1級解放勲章を授与され、1988年には1級紅星功勲栄誉章を受章した。
1958年、長年の戦傷による健康状態から依願退職。1989年2月22日、北京で死去した。

## 著作
朱良才は回想録などを執筆しており、その中には以下の作品が含まれる。
- 『朱徳的扁担』（朱徳の天秤棒）
- 『練兵与御寒』（練兵と防寒）
- 『一根灯芯』（一本の灯心）

特に『朱徳的扁担』と『一根灯芯』は、1961年までに中国全国の中学・小学校の国語教科書に採用され、広く読まれた。